# Ksenija Sjestova

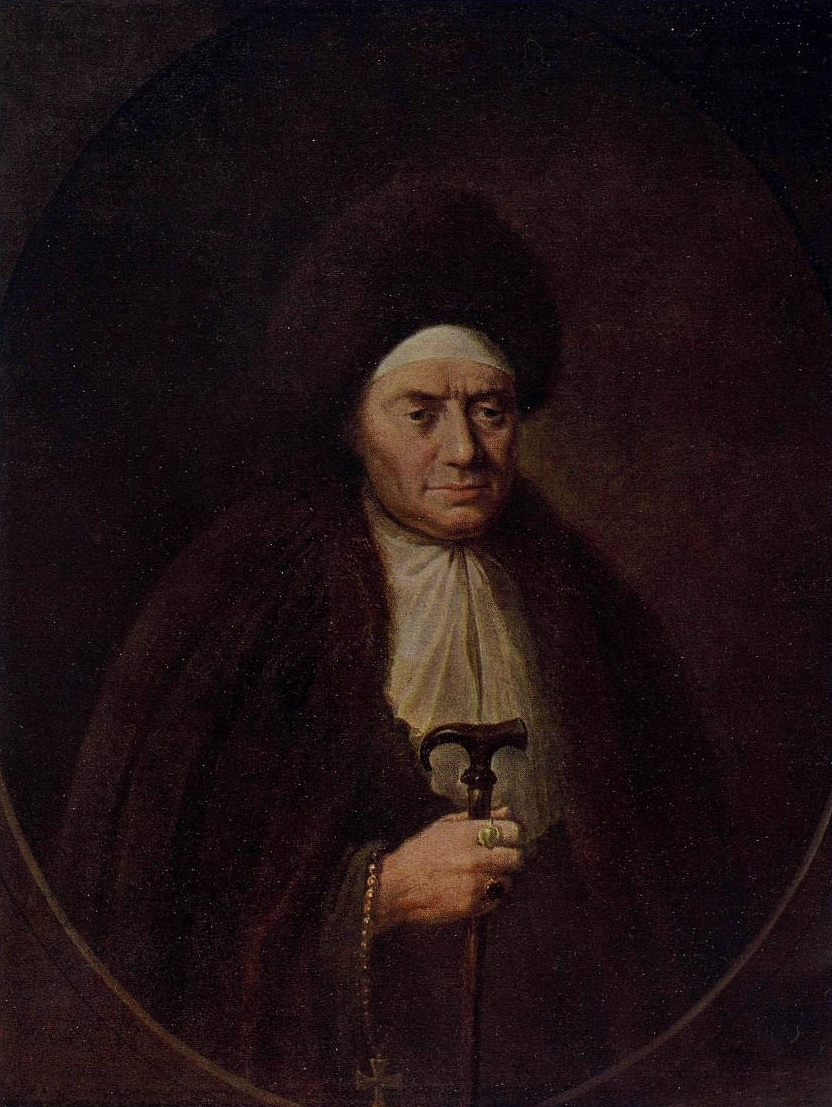
Ksenija Sjestova

Ksenija Ivanovna Sjestova (ryska: Ксения Ивановна Шестова; även Инокиня Марфа, Inokinja Marfa [nunnan Marfa]), född 1560, död 1631, var medlem av den ryska adeln och nunna. Hon var mor till tsar Mikael I av Ryssland och utövade ett stort inflytande över statens affärer under de första åren av sin sons regering, från dennes tronbestigning fram till år 1619 då hennes make, patriarken Filaret, efter många års exil återvände till Ryssland. Hon blev formellt nunna före sin sons tronbestigning och antog då namnet Marfa. Hon var känd som "Den stora nunnan".